# 内閣官房副長官
内閣官房副長官（ないかくかんぼうふくちょうかん、英: Deputy Chief Cabinet Secretary）は、内閣官房長官を補佐する特別職の国家公務員。1998年7月から定員は3人（内閣法規定）。

## 概説

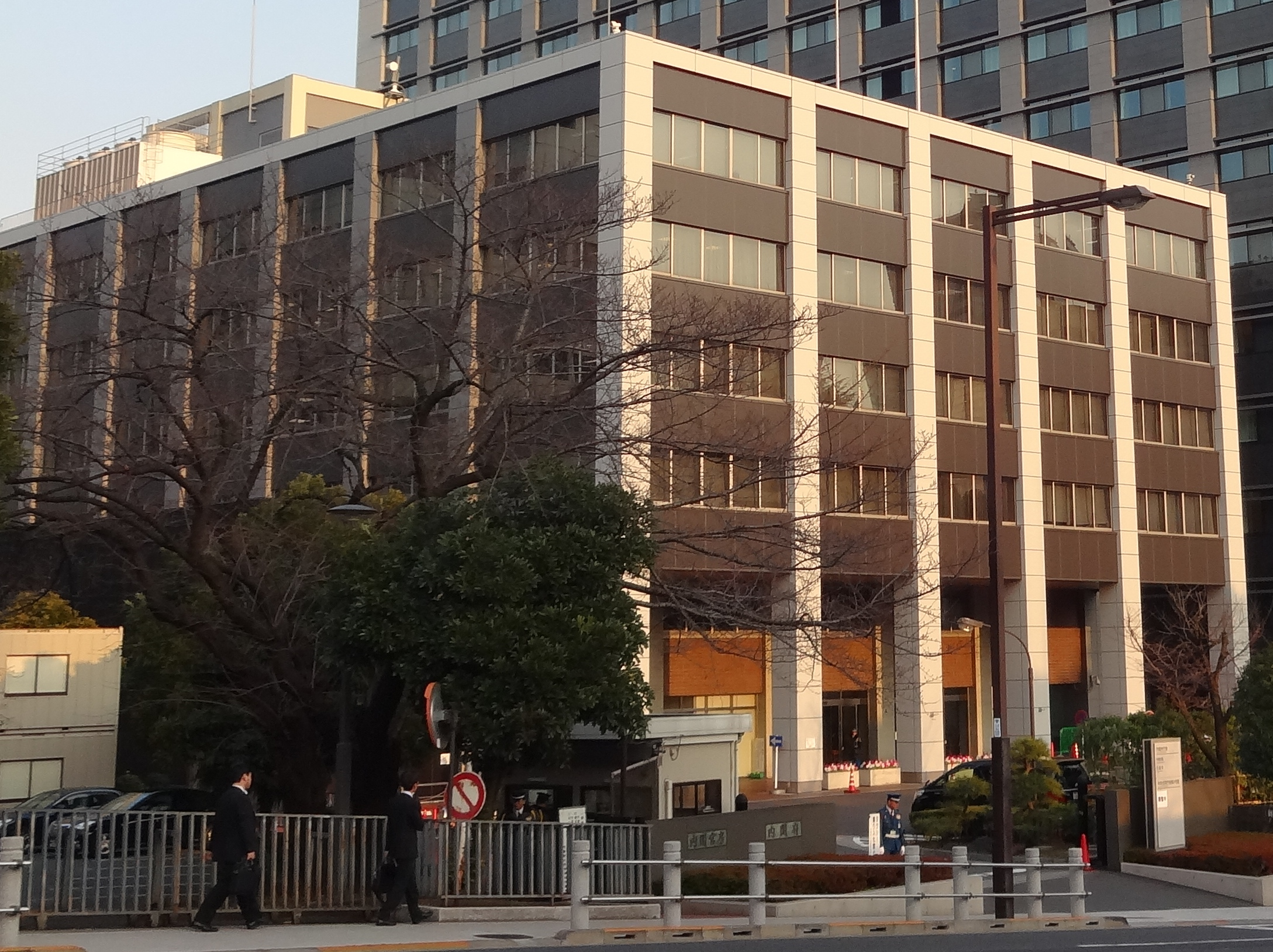
内閣官房の入居する内閣府庁舎

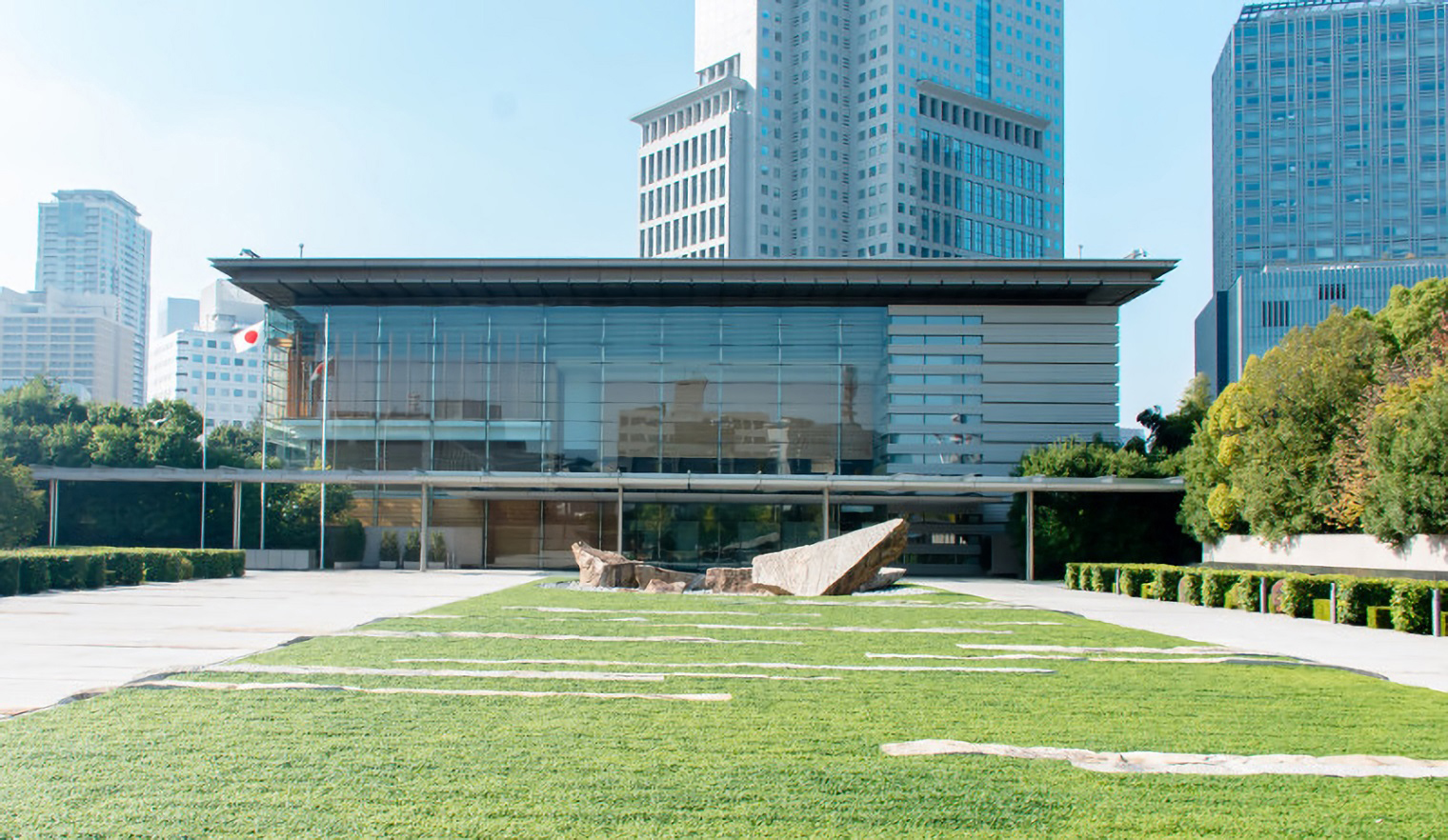
内閣官房副長官が執務する内閣総理大臣官邸

内閣官房副長官は内閣官房長官の職務を助け、命を受けて内閣官房の事務をつかさどり、及びあらかじめ内閣官房長官の定めるところにより内閣官房長官不在の場合その職務を代行する（内閣法14条第3項）。待遇としては副大臣と同等であるが、組閣後の記念撮影に閣僚と同席するなど、他の副大臣とは扱いが異なっている。内閣官房副長官は首相、内閣官房長官とともに内政、外交全般を担当することから、準閣僚級として位置づけられている。戦前の内閣書記官長の実質的な後継とも位置づけられる。
危機管理を担当する内閣官房長官が東京から離れる場合には、行政府の最高責任者である内閣総理大臣が東京にいることが望ましいとされ、内閣総理大臣と内閣官房長官が同時に東京を離れる事態は異例と報道されることがあるが、その場合は内閣官房副長官が東京にいて危機管理を担当することになる。
政務担当の副長官は、首相派閥の出身者など首相側近の中堅・若手政治家が任命されることが多い。一方で重要性から閣僚経験者などのベテランが就任する例も見られる。前者の場合は、当職経験後に重要な役職を歴任することも多く、若手政治家の登竜門ポストとされている（のちに首相になった官房副長官は2022年現在で竹下登、海部俊樹、森喜朗、安倍晋三、鳩山由紀夫の5人）。後者の例としては、2011年の東日本大震災発生時には、大蔵大臣・財務大臣を歴任したベテラン政治家である藤井裕久、官房長官経験者である仙谷由人が就任するなど、官邸機能強化の観点から異例の起用が相次いだ。他の副大臣、政務次官職に閣僚経験者が就くことは降格イメージにつながりかねないこともあって例は少ないが、特に1980年代以降の官房副長官は完全にその例外となっており、上記の藤井、仙谷以外にも、細田博之、鈴木宗男、与謝野馨、藤本孝雄、小沢一郎、藤波孝生らが閣僚経験を経て官房副長官に就任している。
政務担当の副長官は、内政では重要事項の企画立案や省庁間の調整を行う。また、首相の外遊の際には同行し、首脳会談後の同行記者団への説明や首相への助言を行う。
事務担当の副長官は、戦前の内閣書記官長の実質的な後継であり、書記官長のほとんどを旧内務省出身者が占めていた経緯から、中央省庁再編以前は旧内務省系官庁のうち警察庁、旧自治省、旧厚生省の出身者で次官級ポストを経験した者から任命されるのが慣例となっており、省庁再編後も概ね踏襲されてきた。一方で第1次安倍内閣では的場順三（旧大蔵省出身で国土事務次官経験者）が、野田内閣では竹歳誠（旧建設省出身で国土交通事務次官経験者）が就任するなど慣例にとらわれない起用もなされている。第2次安倍内閣の杉田和博の場合、警察庁警備局長を務めた後で次官級ポストである警視総監の経験者が務めることが多い内閣危機管理監を経ての就任であった。
事務担当の副長官は、次官連絡会議を運営するなど各省間の調整を主な職務としており、官僚機構のトップに位置付けられる。内閣を超えて長期間在任する例も多く、例えば石原信雄は自民党政権、非自民連立政権、自社さ政権において7人の首相に仕えた。
内閣人事局長は内閣官房副長官の中から指名する者をもって充てられる（内閣法第21条）。

## 任免
内閣官房副長官は認証官であるが、任命対象の資格要件や副長官相互間の職務分担は内閣法など法令上は明確には規定されておらず、政務担当として衆議院議員と参議院議員から1人ずつの計2人が、事務担当として次官級ポスト経験者等のキャリア官僚から1人が、それぞれ任命されるのが慣例となっている。

## 来歴
- 1945年（昭和20年）9月19日 - 内閣書記官長の下に内閣副書記官長（定数1人）が新設される。
- 1947年（昭和22年）5月3日 - 日本国憲法の施行に伴い、内閣副書記官長を廃して内閣官房次長（定数1人）が設置される。内閣法でなく「内閣官房及び法制局職員等設置制（昭和22年政令第2号）」で定められたいわゆる「政令職」。
- 1947年（昭和22年）6月17日 - 内閣官房及び法制局職員等設置制の改正により、定数が増員され2人となる。
- 1949年（昭和24年）6月1日 - 内閣官房職員設置制の廃止と内閣法の一部改正により、政令職の内閣官房次長を廃して法定職の内閣官房副長官が設置される。定員は先例を踏襲。
- 1984年（昭和59年）7月1日 - 総務庁の設置に伴い、内閣官房に加えて総理府（大臣庁等を除く）の総括整理の補佐をも担当する。
- 1998年（平成10年）7月1日 - 内閣法の一部改正により、定数が2人（政務担当、事務担当1人ずつ）から3人（政務担当を1人増やす）に増員される。3人目が任命されたのは31日。
- 2001年（平成13年）1月6日 - 内閣法の一部改正により、いわゆる認証官になり、その任免は天皇から認証される。中央省庁再編に伴い、総理府に引き続き内閣府（大臣庁等を除く）の総括整理の補佐を担当する。

## 内閣官房副長官一覧

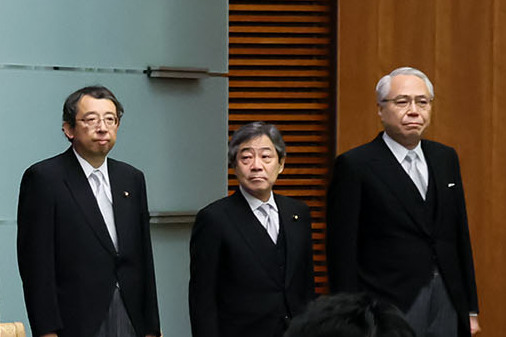
内閣総理大臣記者会見に同席する、左から橘、青木、佐藤

| 政務・衆 | 政務・衆   | 政務・参 | 政務・参   | 事務     | 内閣          | 就任日                    |
| -------- | ---------- | -------- | ---------- | -------- | ------------- | ------------------------- |
| 橘慶一郎 | 自由民主党 | 青木一彦 | 自由民主党 | 佐藤文俊 | 第2次石破内閣 | 2024年 (令和6年) 11月11日 |

## 備考
- 内閣官房副長官は国務大臣である内閣官房長官と異なり、日本国憲法第71条の規定が適用されず、新内閣総理大臣の任命と同時に自動失職とはならず在職し続ける官職であるため、新首相による組閣時に自ら辞職願を出し後任のために席を空ける。このため、新副長官任命まで辞職願を出さず形式上在職する（空席を生じさせない）場合と、新副長官任命を待たず即座に辞職する（空席が生ずる）場合があり、後者の場合には後任者任命までの数時間から数日にわたり副長官職は完全な空席になる（長官と副長官補が事実上の職務代行はするが、正式な「副長官事務代理」は置かれない。）。
- 副長官の交代が同時とならず空席を生じた例は次のとおり。
  - 前任者の辞職と後任者の任命が同日ながら同時でなく空席を生じたもの
    - 羽田内閣：北村直人・石原信雄の副長官2人

  - 後任者の任命が前任者の辞職の翌日以降まで遅延し空席を生じたもの
    - 小渕内閣：鈴木宗男・上杉光弘・古川貞二郎の副長官3人は前任者辞職翌日の平成10年7月31日任命（連続再任の古川副長官も辞令上は前日一旦辞職しているので任命まで空席とみなされる）

## 呼称
報道でたびたび見られる「政府筋」とは、「内閣官房副長官の内の誰か」を指す。当該の副長官がオフレコで発言したときに使われる。報道において内閣官房長官を「政府首脳」というのに対して、内閣官房副長官は「政府高官」と置き換えられることが慣習である。